# 映灣園

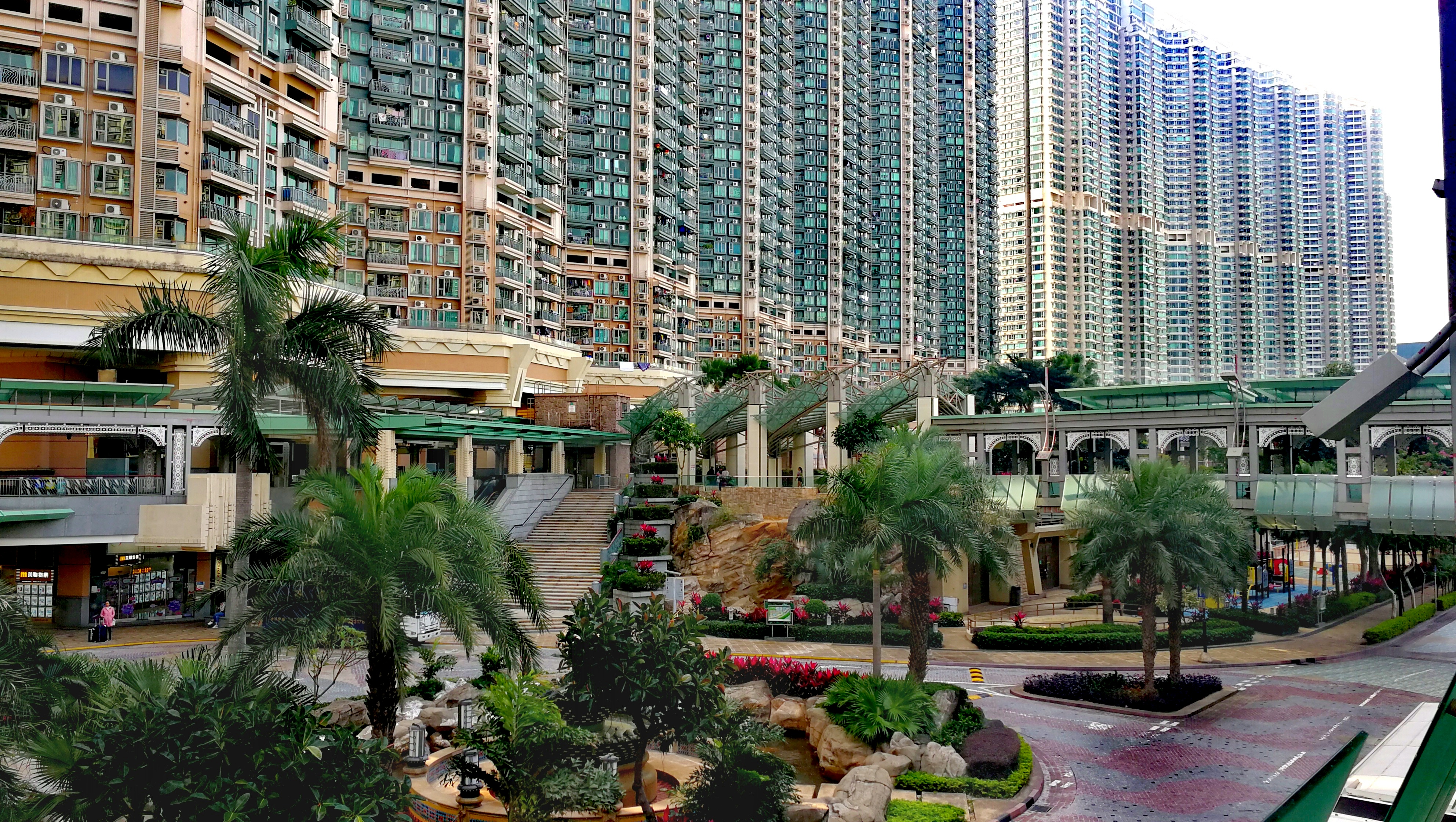
映灣園車道

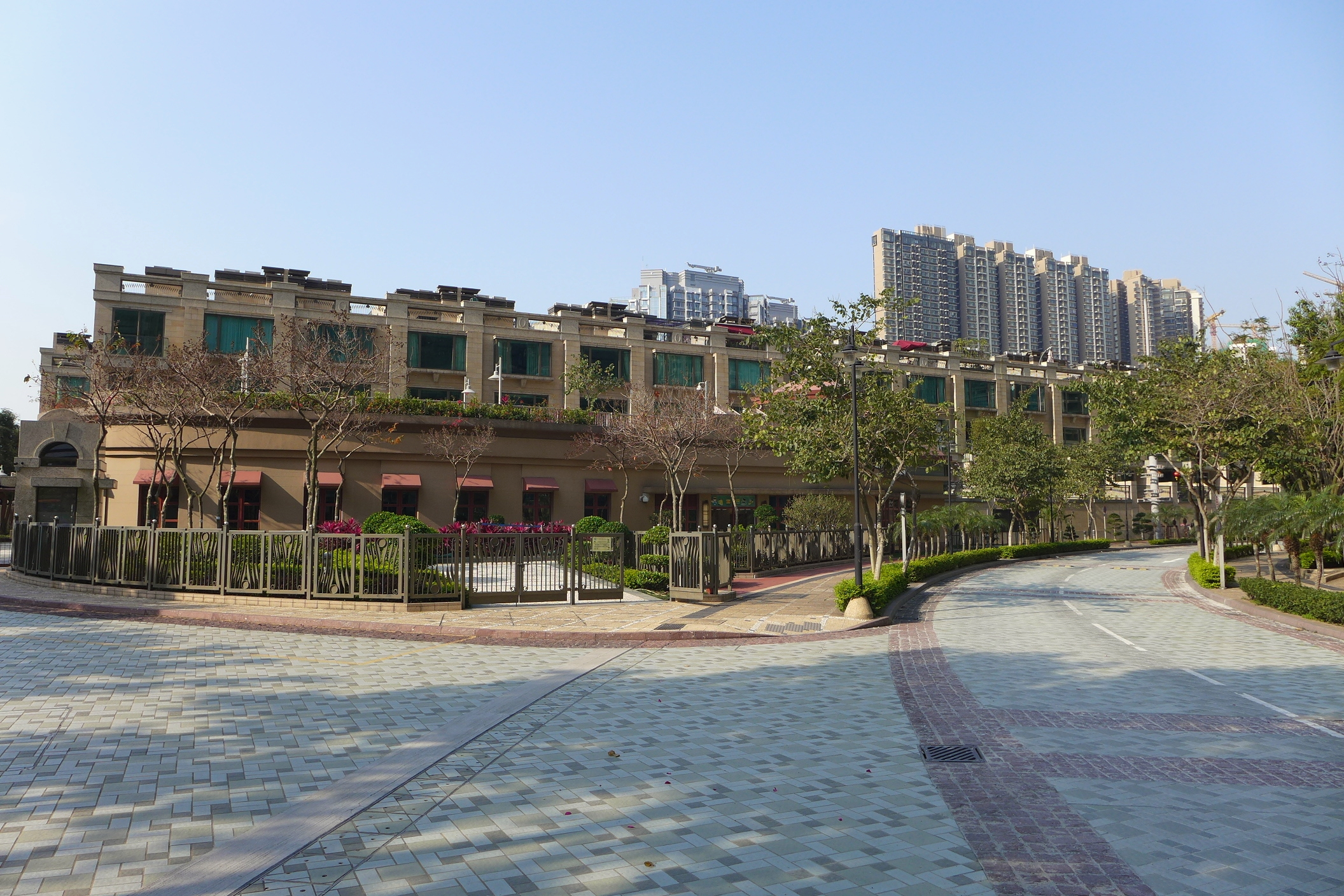
映灣園第5期海珀名邸，基座為兒童會所

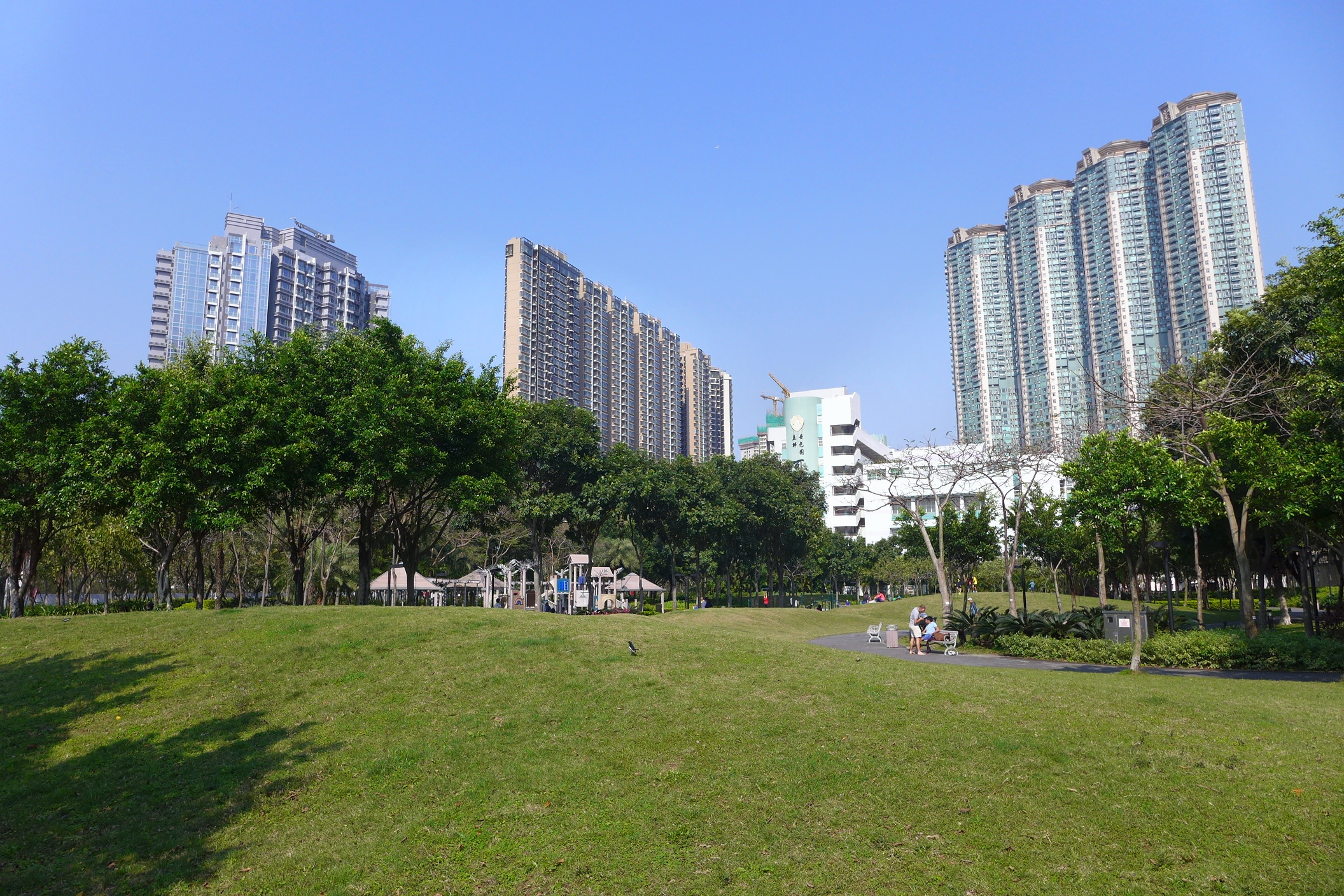
映灣園內的百慕達公園位於公眾休憩用地上

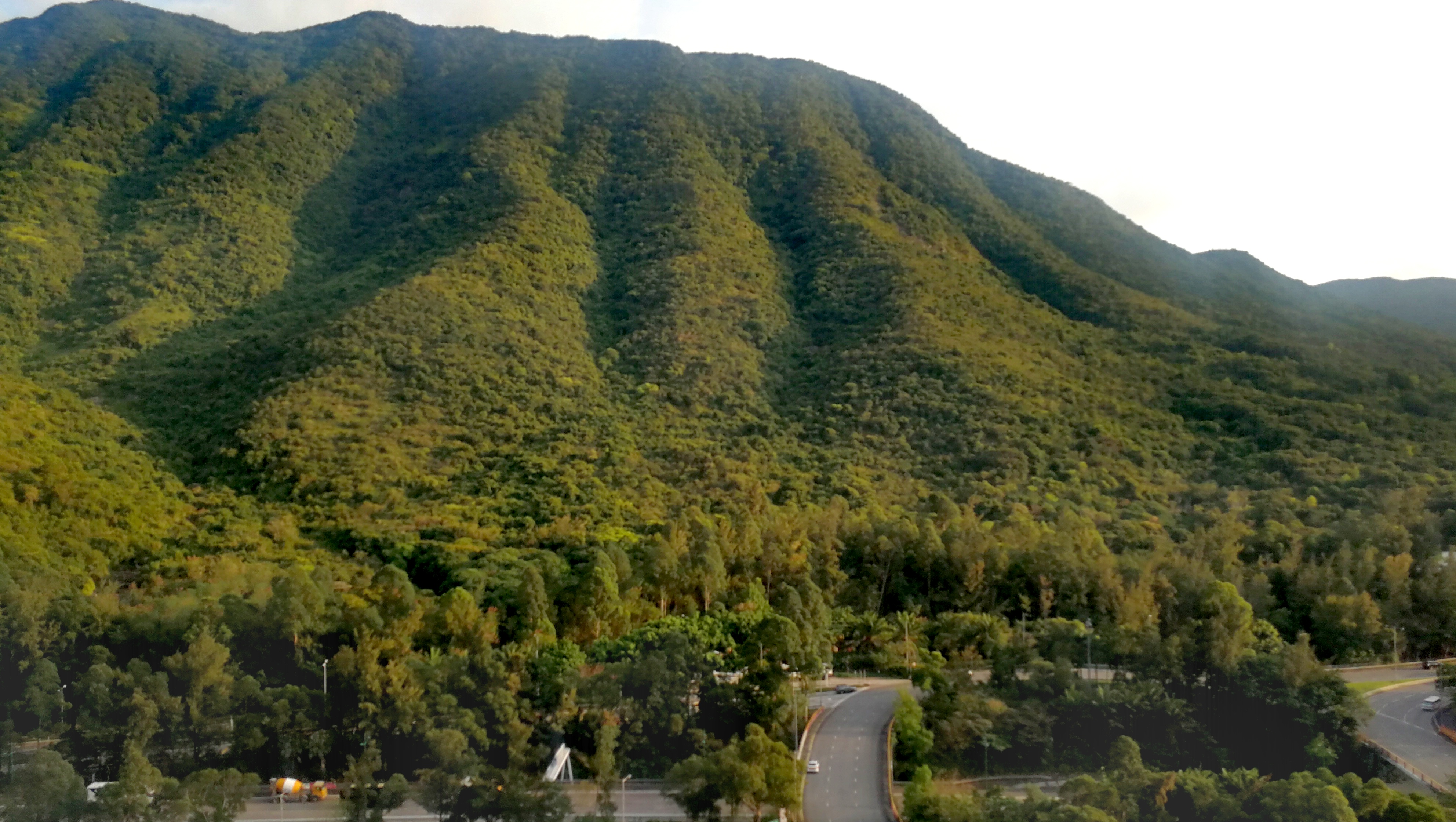
映灣園大部份兩房戶享有山景

映灣園（英語：Caribbean Coast，意思為“加勒比海岸”）是香港長江實業、和記黃埔及地鐵公司（今港鐵公司）的東涌站物業發展項目第三期，位於新界大嶼山東涌健東路1號，為東涌規模最大的私人屋苑，被中原及利嘉阁列为十大屋苑之一，於2002年至2011年分階段入伙。

## 規劃
映灣園分5期共69座，其中高座樓宇有13幢其餘為低座樓宇，單位平均面積較大且每單位設有大露台，因此吸引大量家庭客居住，當中兩房戶均向山，三房及四房戶向海高層可遠眺機場。
屋苑鄰近香港國際機場，加上自2010年後東涌市區擴展步伐急速加快，以及與周邊眾多私人屋苑形成集群效應，故吸引不少機組人員及在機場內工作的人士租住，亦引來投資者購買單位作長線收租。

## 特色
由於東涌鄰近機場，有不少外國駐港之航空公司員工居住，且靠近愉景灣，因此映灣園與東涌其他私人屋苑一樣外籍住戶明顯較外區多，單是步行範圍內之國際幼兒園已達4間。映灣園周邊各私人屋苑均以天橋貫通，步行可至東薈城及港鐵東涌站（同時亦有邨巴接駁），加上周邊園林景色和擁有多個公園，吸引為數不少的年青家庭及外籍人士居住。
映灣園分為五期發展：
- 第1座至第5座[1]為第一期：賞濤軒（Monterey Cove），位於健東路2號，於2002年12月入伙，提供1,552個單位。
- 第6座至第8座為第二期：映濤軒（Albany Cove），於2003年7月開售，於2004年9月入伙，共提供1,237個單位。
- 第9座至第12座為第三期：悅濤軒（Carmal Cove），於2004年8月開售，於2005年7月入伙，共提供1,664個單位。
- 第15座及第16座[1]為第四期：聽濤軒（Crystal Cove），於2006年9月開售，於2007年1月入伙，共提供824個單位。
- 洋房部分為第五期海珀名邸，提供56幢大屋，於2010年3月開售，於2011年5月入伙。

## 商場

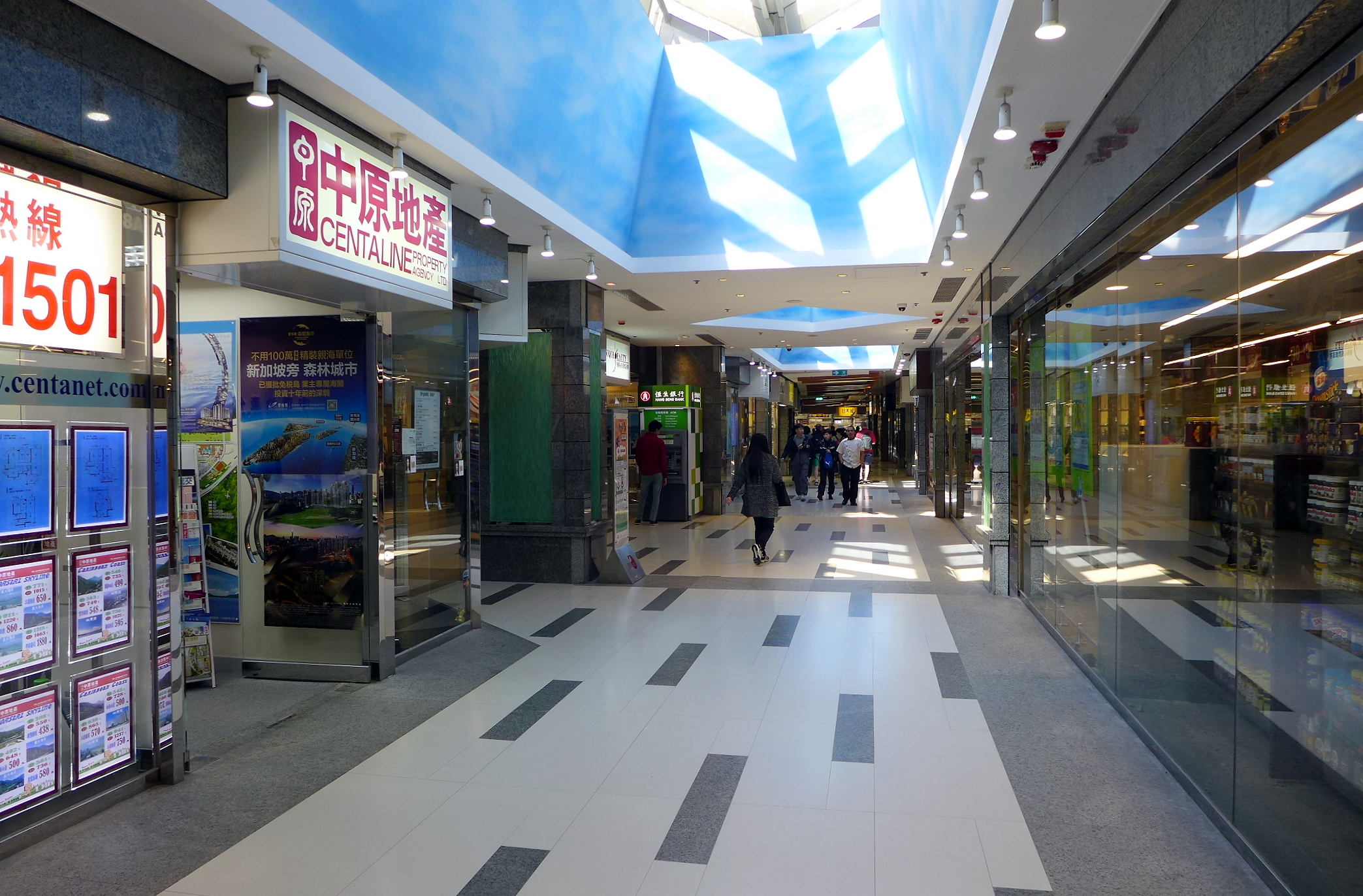
映灣薈商場內貌

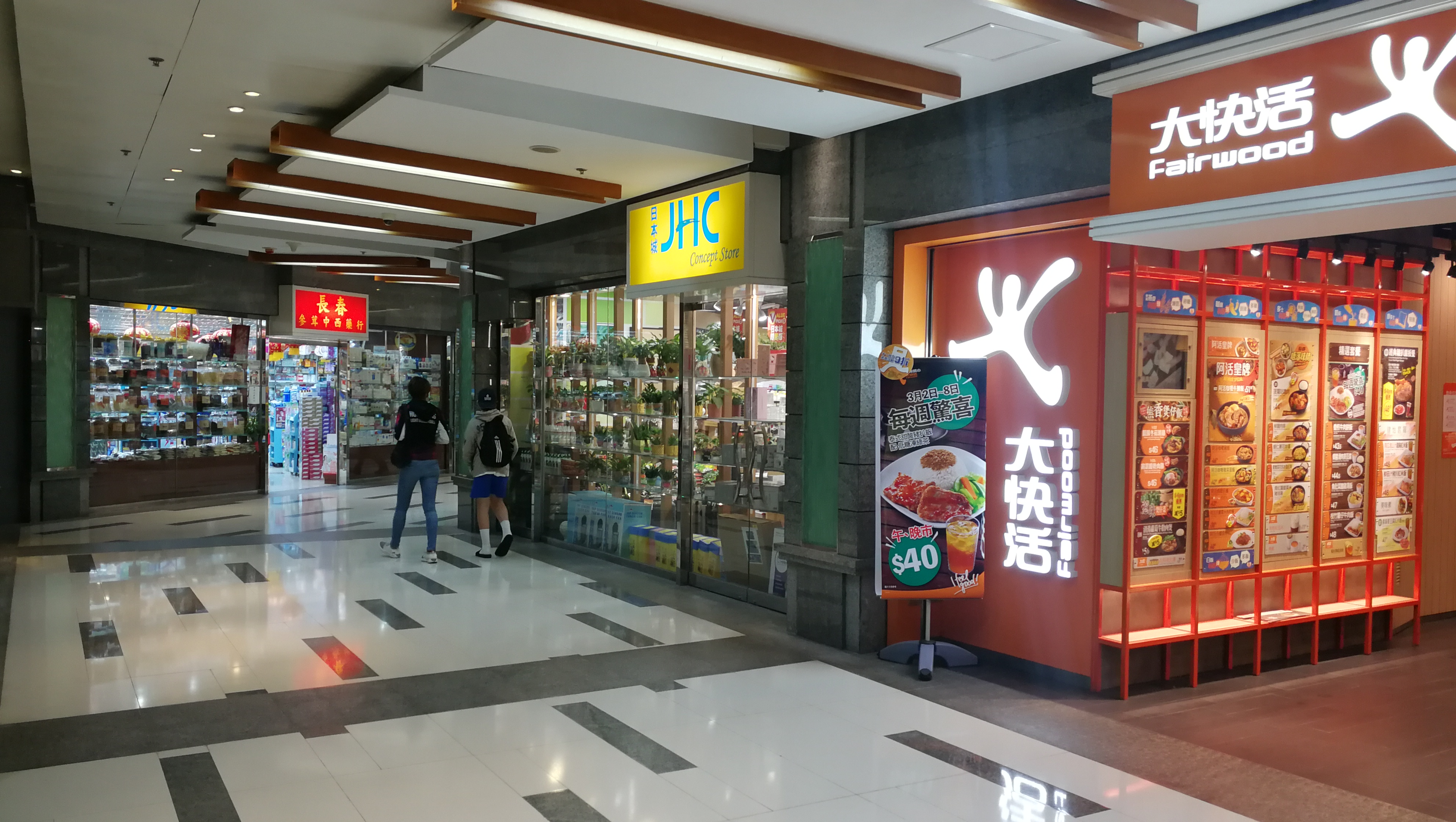
映灣薈設有食肆、藥房等

映灣園商場，名為映灣薈（Caribbean Square），於2011年7月前稱為映灣坊（Caribbean Bazaar）。商場設有食肆、藥房、超級市場、理髮店、中西醫及牙科診所、便利店、兒童教育中心等，基本滿足映灣園居民的日常需要，另外沿天橋步行亦可達東薈城。

## 會所

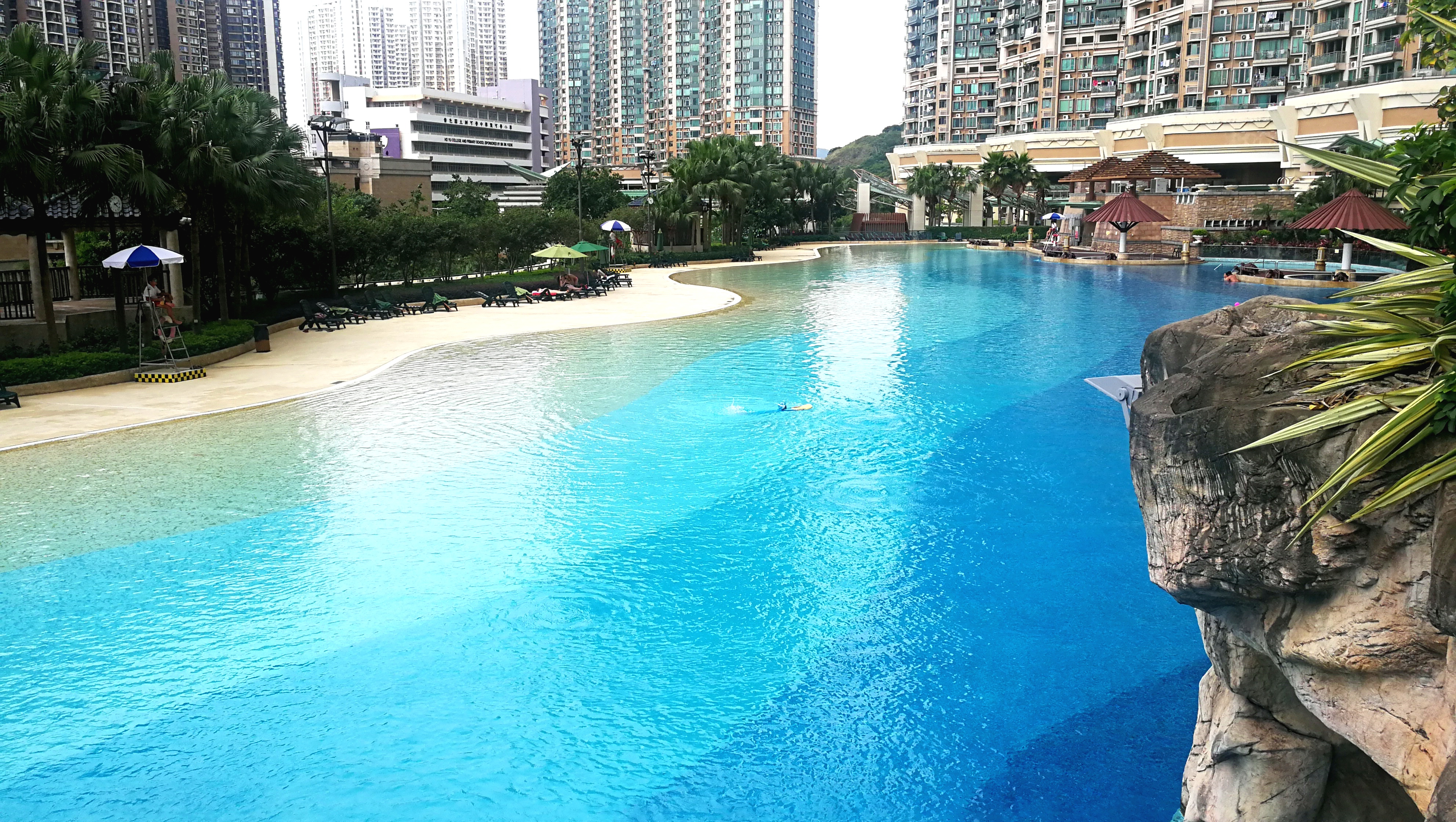
映灣園會所戶外園林人造沙灘游泳池長達120米

映灣園整體會所及園林面積逾61萬方呎，為全港最大，以強烈度假風情做賣點。會所名為Club Carribbean，分別以5個主題包裝，有3個會所，其中第1期巴哈馬會所已於2002年12月啟用，設施達42項。包括2個戶外園林沙灘泳池，其中一個長達120米、水力按摩池、草地滾球練習地、兒童遊樂場、綜合多用途運動場、網球場、高爾夫球練習場、健身室、日式香薰泉及美容中心、健康舞室、綜合電腦遊戲室、保齡球場。
不過攀石場及沙灘排球場使用率非常低。而會所內的一個小食亭及電腦遊戲室，因未有申請相關牌照，自2007年入伙至2010年一直未有開放。

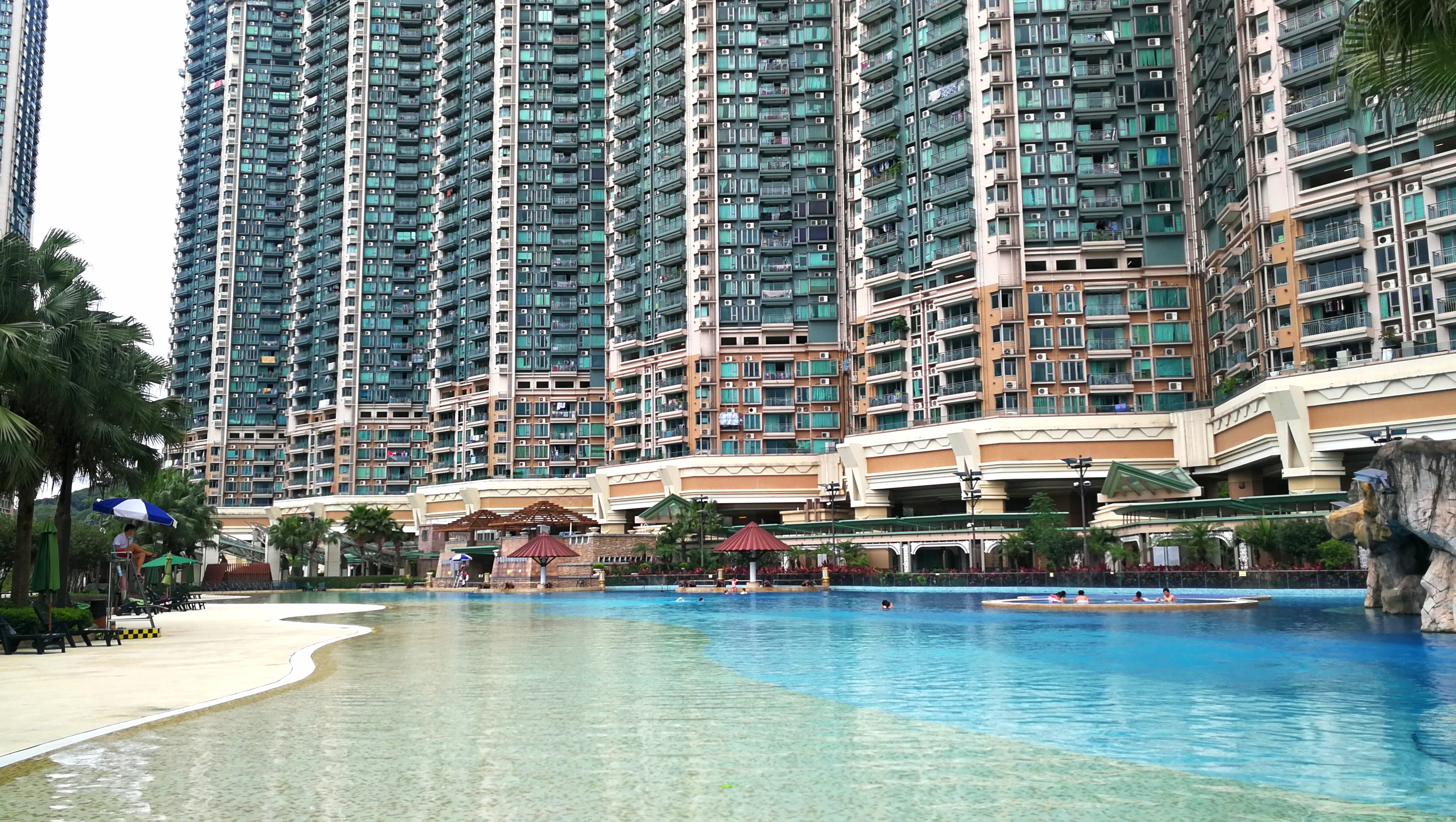
映灣園泳池
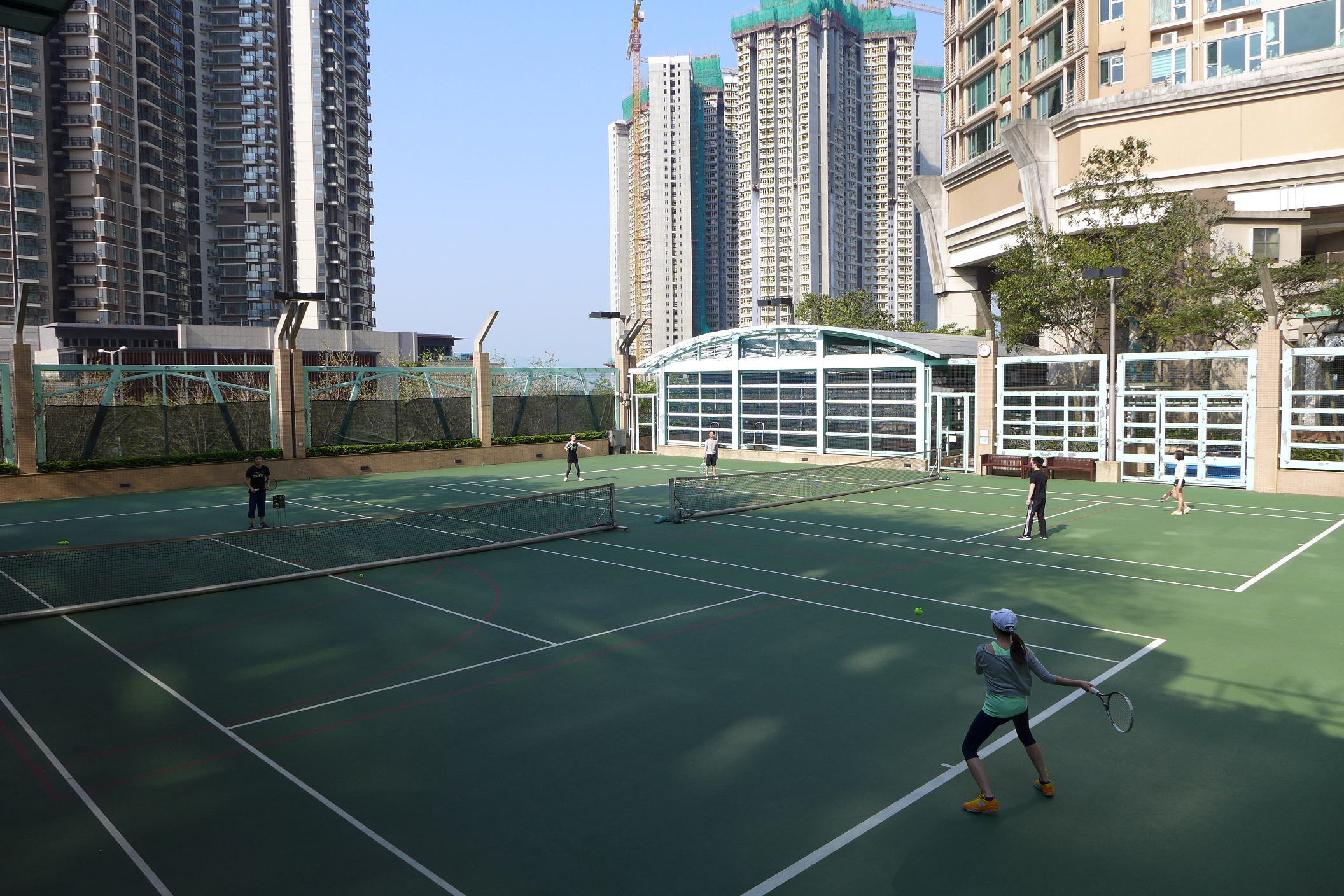
網球場
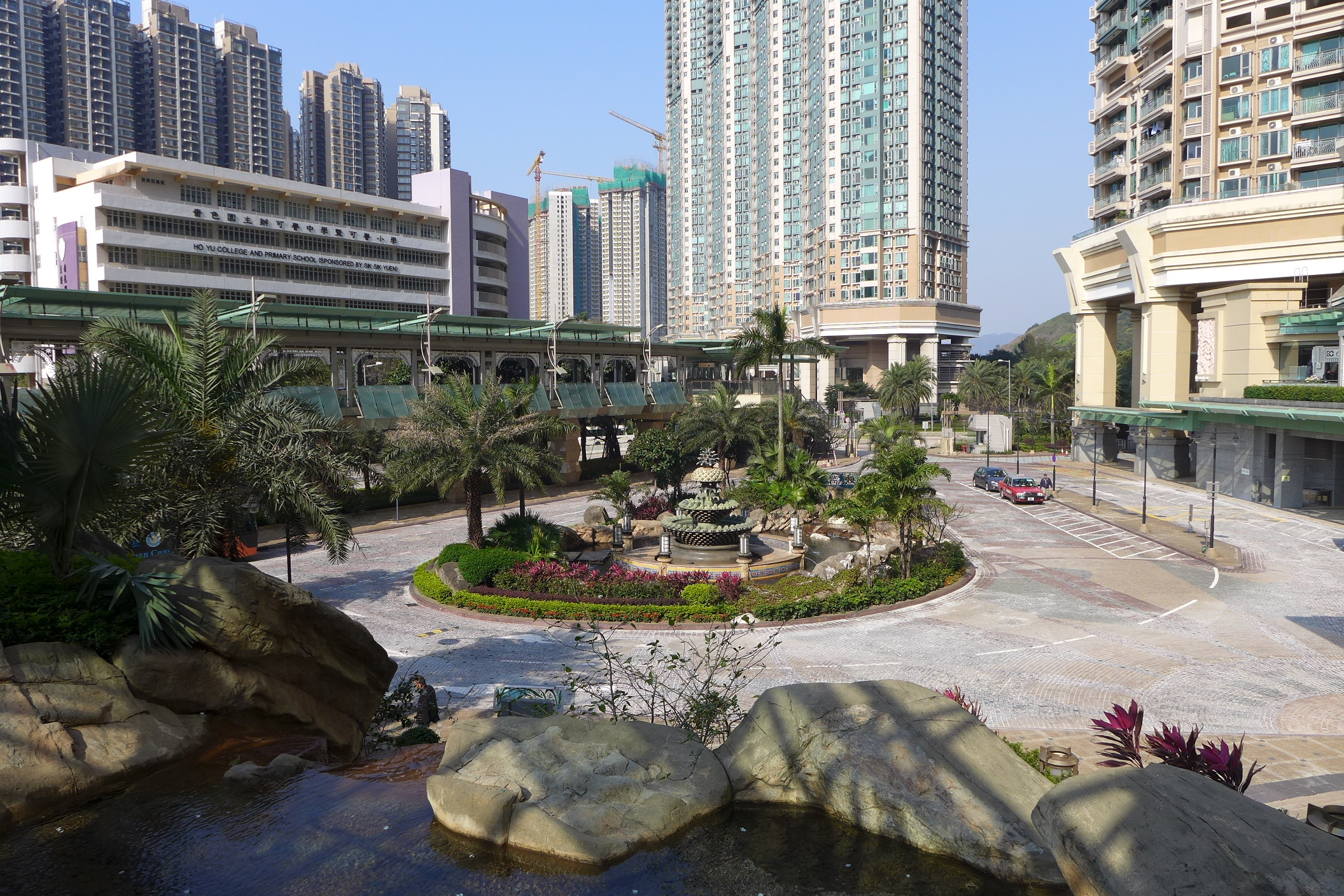
第1期園林
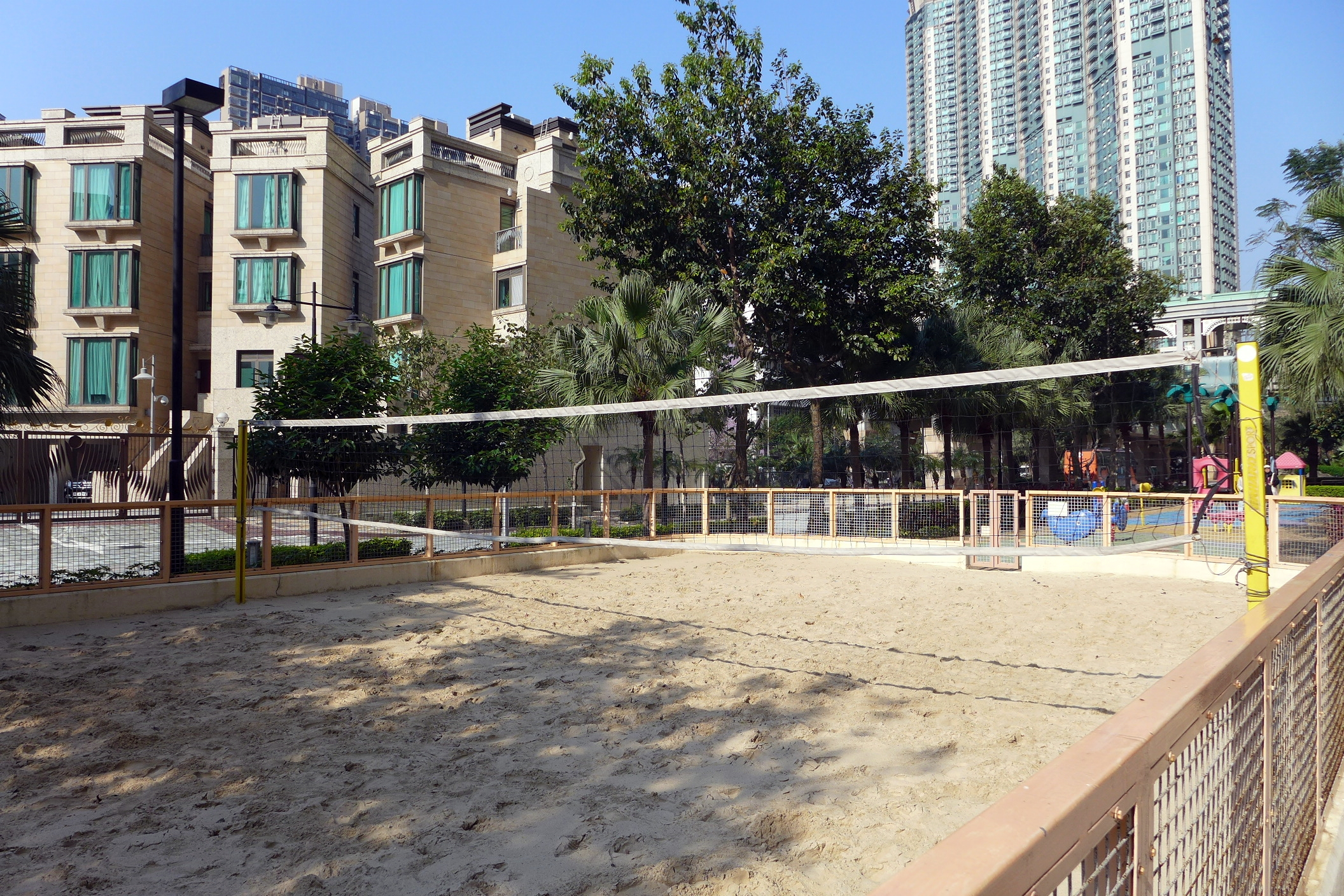
沙灘排球場
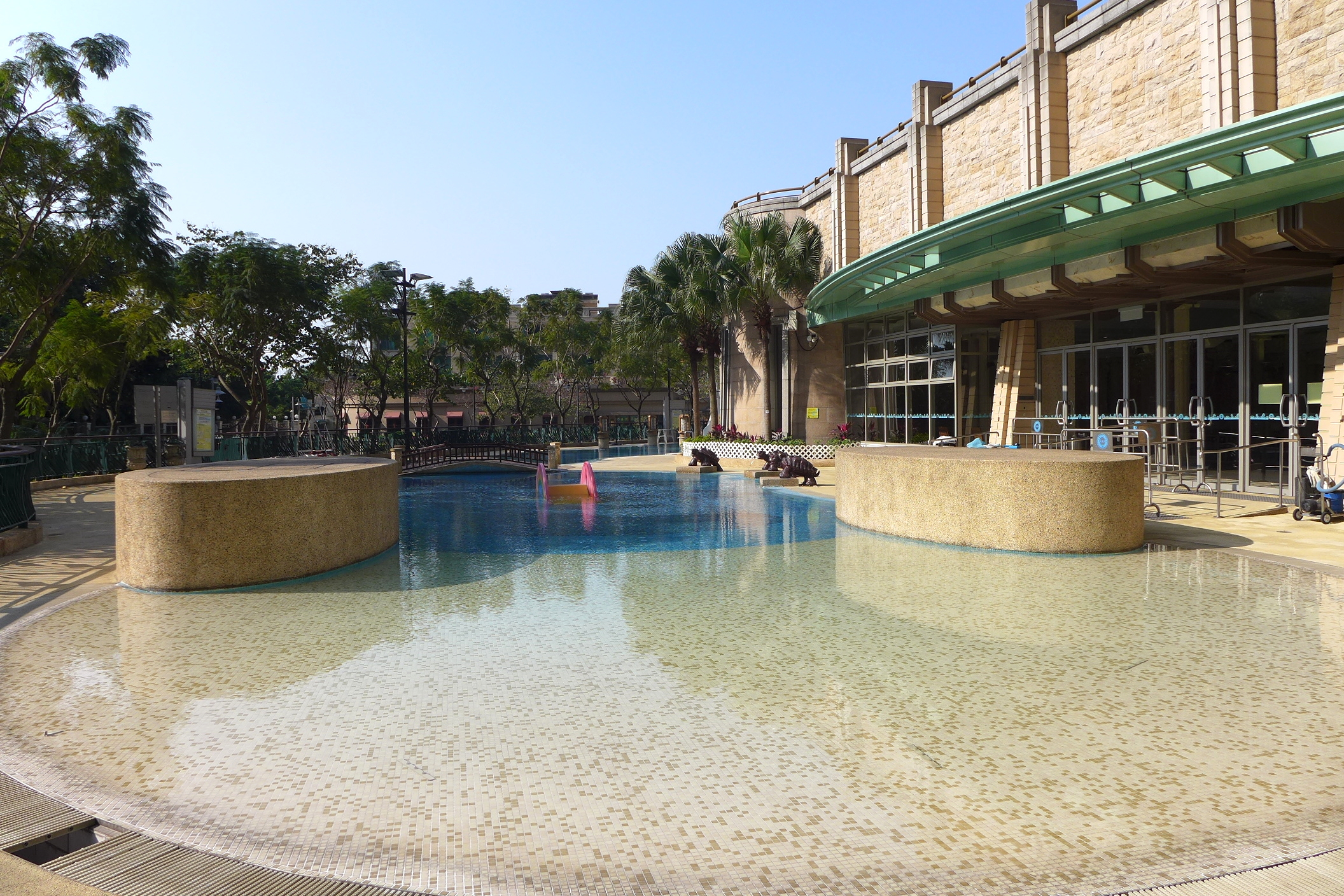
兒童泳池

## 配套

### 區內學校
映灣園屬小學98號校網，中學為離島區。學校包括嗇色園主辦可譽中學暨可譽小學、香港教育工作者聯會黃楚標學校、青松侯寶垣小學、寶安商會溫浩根小學、靈糧堂怡文中學、保良局馬錦明夫人章馥仙中學以及在逸東邨的救世軍林拔中紀念學校、東涌天主教學校、港青基信書院和明愛華德中書院外，還有昇薈旁的香港樹人學校（興建中）及擬建東涌漢華中學。
映灣園年青家庭住客眾多，周邊幼稚園有香港聖公會東涌幼兒學校、保良局張潘美意幼稚園、鄰舍輔導會東欣幼兒園、太陽島幼稚園、金巴崙長老會青草地幼稚園，其中國際幼兒園有Discovery Mind Kindergarten (Tung Chung)、Greenfield English (International) Kindergarten、Sunshine House International Pre-School Tung Chung、ESF International Kindergarten (Tung Chung)。

### 行人天橋

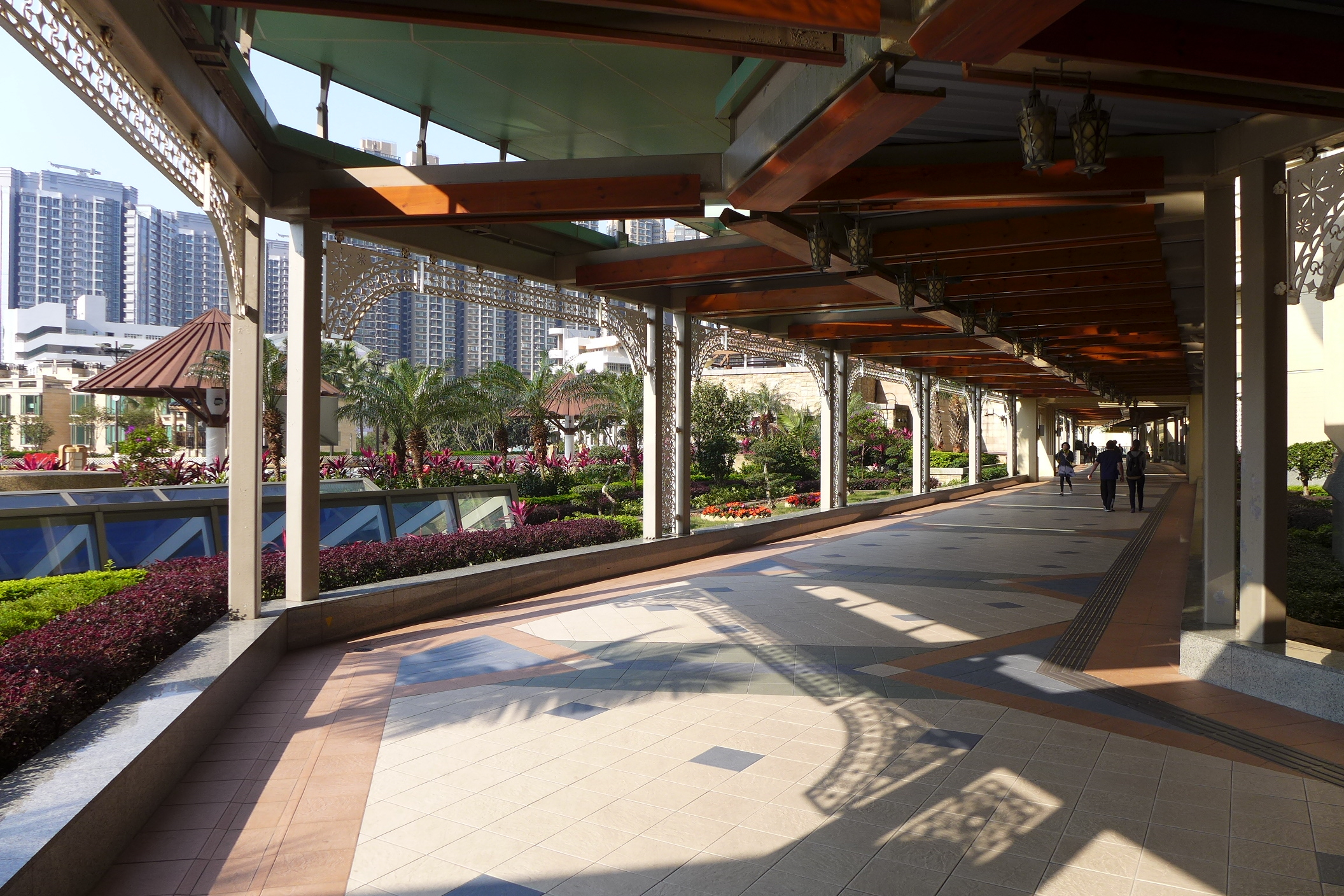
映灣園有24小時開放的行人通道

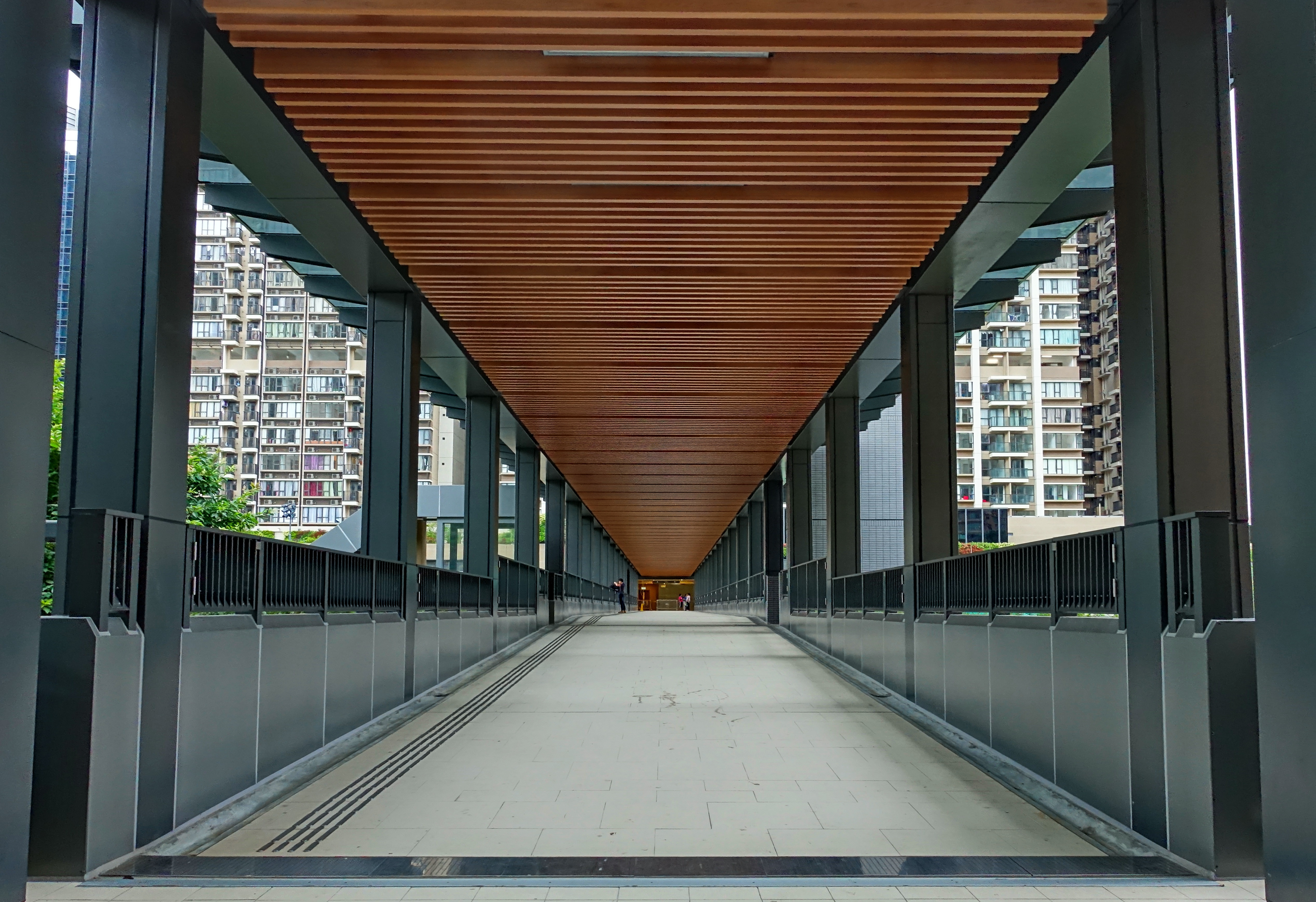
連接映灣園和昇薈的行人天橋，後方建築物為昇薈。

映灣園有兩條24小時開放的行人天橋接駁藍天海岸及昇薈。

## 外部連結
- 海珀名邸官方網站
- 映灣園官方網站
- 映灣園業主討論區 （页面存档备份，存于）
- 東涌討論區 （页面存档备份，存于）